# FireWire

Firewire Logo

I-Link

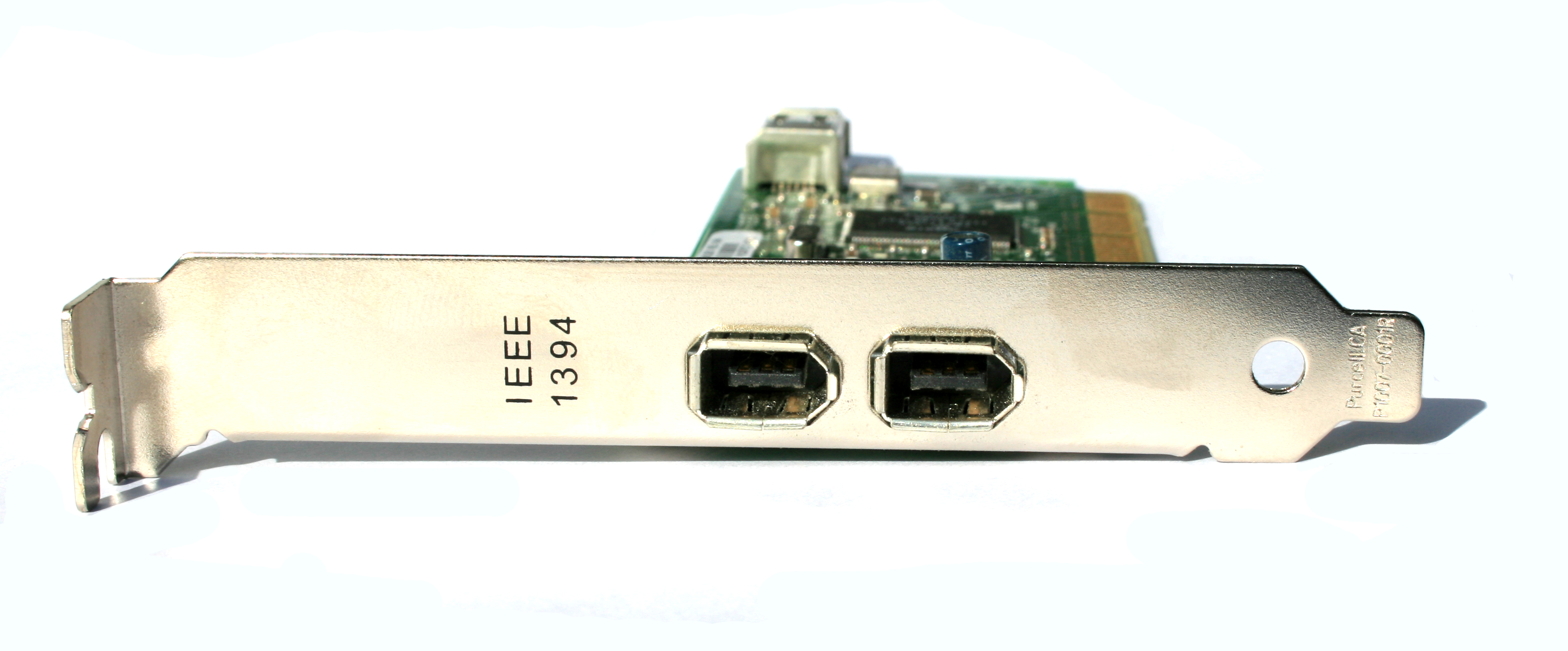
Card de extensie Firewire PCI cu sloturi de conectare

FireWire cunoscut și ca IEEE-1394, este un standard industrial, pentru comunicații seriale de mare viteză cu echipamente periferice cum ar fi camere video digitale, imprimante, scanere, hard disk-uri externe, modemuri, magnetoscoape. De asemenea, a devenit interfața standard a High-Definition Audio-Video Network Alliance (HANA) pentru conectarea componentelor de comunicație și control audio/video. 

IEEE 1394 a înlocuit SCSI paralel datorită costurilor reduse de implementare și a unui sistem de cablare simplificat și mai adaptabil. Acest standard a fost dezvoltat la început de Apple și a fost introdus în exploatare în anul 1995. A fost folosit pentru prima dată pentru captură video de pe camerele MiniDV. Este cel mai adesea folosit pentru a conecta diverse dispozitive multimedia, mai rar pentru a conecta hard disk-uri și matrice RAID. La un moment dat, FireWire a fost planificat să fie un înlocuitor pentru ATA. Interfața FireWire este comparabilă cu USB, deși aceasta are o cotă de piață mai mare.

Alte companii folosesc nume diferite pentru standardul IEEE 1394: i.LINK (Sony), mLAN (Yamaha), SB1394 (Creative Technology), Lynx (Texas Instruments).

## Caracteristici
Cele mai importante caracteristici ale acestui standard sunt:
- permite un transfer al datelor atât asincron, pentru modemuri sau imprimante cât și un transfer isosincron, pentru echipamente multimedia, pentru care timpul necesar transferului de informație este critic
- suportă tehnologia plug and play ceea ce înseamnă că echipamentele sunt ușor de manevrat, pot fi atașate sau scoase din sistem fără decuplarea alimentării
- acceptă conectarea prin card de extensie, PC-carduri, CardBus, carduri de memorie CF/SD, hub-uri
- este bazat pe comunicație punct-la-punct
- definește de asemenea o interfață backplane
- este disponibil în versiuni wireless, cu fibră optică sau cablu coaxial, utilizând protocoale isocronice
- suportă conectarea a 63 de periferice în mod simultan spre deosebire de SCSI care suportă maxim 32 de dispozitive
- poate alimenta cu energie dispozitive ce au un consum mai mic de 45 W și tensiune sub 30 V
- majoritatea sistemelor de operare Windows, Mac OS,  Linux, FreeBSD suportă FireWire
- se poate implementa o rețea de calculatoare prin legături IEEE 1394 în mod IPv4 sau IPv6
- dispozitivele FireWire pot crea, de asemenea, o rețea peer-to-peer.[3][4]

## Istoric
Apple a început să dezvolte interfața FireWire în 1992 și a fost finalizată în 1995 odată cu adoptarea standardului IEEE 1394. 

Apple a inclus mai întâi FireWire în unele dintre modelele sale din 1999, iar majoritatea computerelor Apple Mac de la anul 2000 au inclus porturi FireWire.
Au urmat mai multe modificări: IEEE 1394a-2000, IEEE 1394b-2002, și IEEE 1394c-2006. Scopul lucrărilor curente este încorporarea tuturor celor patru documente într-o nouă revizuire a standardului 1394. 

Apple a început să înlocuiască FireWire cu Thunderbolt mult mai rapid  și începând din 2014, rămâne doar ca o interfață pe modelul Mac Mini, iar din 2015, cu porturi USB-C compatibile USB 3.1.

## Versiuni
Versiunea inițială IEEE 1394 a fost lansată în anul 1995.

### IEEE 1394a

Conectori FireWire cu 6 pini și 4 pini

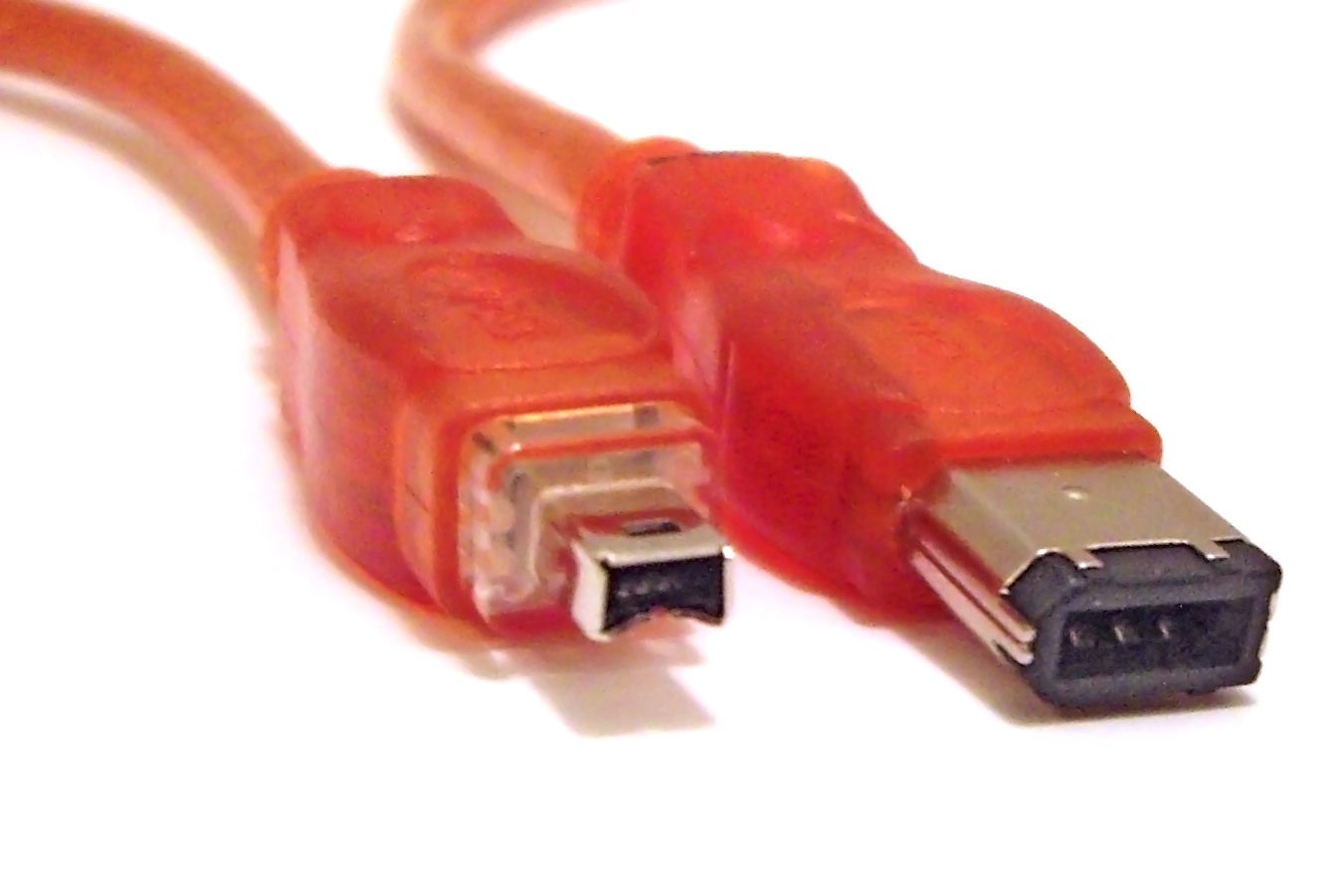
Cabluri FireWire cu 4 pini (stânga) și 6 pini (dreapta)

Modificarea IEEE 1394a apare în 2000. Aceasta a oferit caracteristici îmbunătățite care includeau un mod de economisire a energiei. Sunt disponibile variantele de 100, 200 și 400 Mbit/s, (S100, S200, S400) în mod half duplex. FireWire S400 este standard pentru interfețele audio. Conectorul cu 4 pini deja utilizat pe scară largă, a fost standardizat. Lungimea maximă a unui cablu este de 4,5 m, însă aceste cabluri pot fi legate între ele folosindu-se hub-uri până la o lungime maximă de 72 m, sau echivalentul a 16 cabluri interconectate. Standardul fizic de conectare se prezintă în două forme – o mufă de 6 pini și una de 4 pini. Conectorul cu 6 pini se găsește în mod obișnuit pe computere și poate alimenta cu energie dispozitivul conectat. 
Cablul de legătură este format din 6 fire de cupru cu următoarele destinații: 2 fire pentru alimentarea din calculator a perifericelor cu tensiune cuprinsă între 8V și 40V, la un curent de până la 1,5A, 4 fire grupate în două perechi de semnale, cu câte două fire răsucite și ecranate separat, denumite Signal Pair A și Signal Pair B. Ambele perechi de conductoare, împreună cu cele două conductoare de alimentare sunt cuprinse într-un cablu ecranat.

### IEEE 1394b

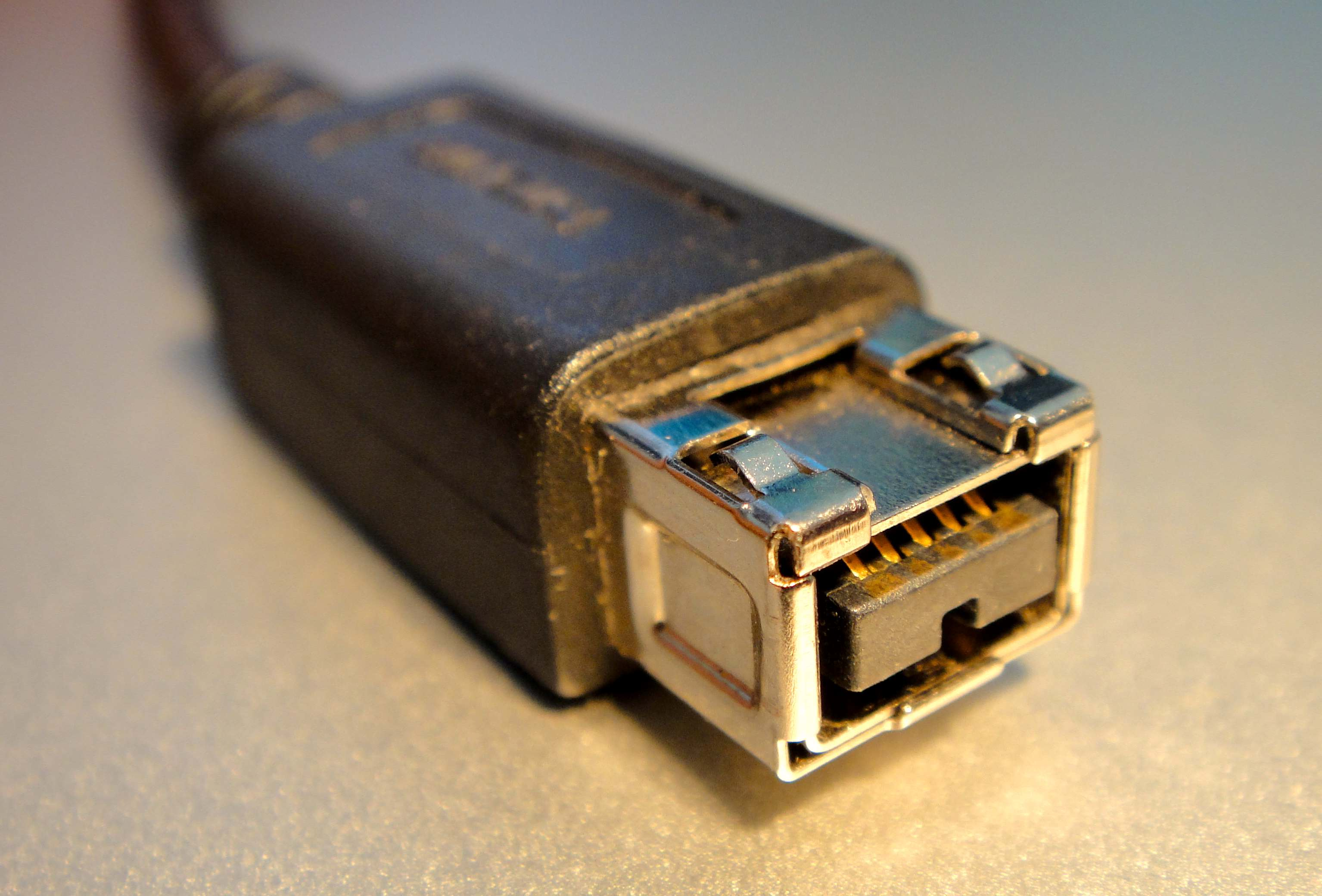
Conector FireWire800

FireWire 800 a fost introdus comercial de Apple în 2003 cu o rată de transfer de 800 Mbit/s, în mod full duplex. Deși standardele IEEE 1394a și IEEE 1394b sunt compatibile, conectorii sunt diferiți, cablurile utilizate de versiunile anterioare sunt incompatibile, fiind necesar un convertor. FireWire 800, este mai mult folosit pentru hard-uri externe. Firewire 800 suportă o lungime mai mare a cablurilor, de 100 m, cu 9 pini. Standardul IEEE 1394b mai este denumit FireWire Gigabit și FireWire2.

### IEEE 1394c-2006
FireWire S800T a fost publicat în iunie 2007 și a inclus actualizări la standardul 1394b, același conector RJ-45 poate suporta atât IEEE 1394, cât și Ethernet. 

### FireWire S1600
FireWire S1600 oferă viteză maximă de transfer de 1,6 Gbit/s.  

### FireWire S3200
În decembrie 2007, The 1394 Trade Association (1394TA) a anunțat disponibilitatea S3200 (3,2 Gbit/s). Acesta utilizează aceiași conectori cu 9 pini ca FireWire 800 existent și este complet compatibil cu dispozitivele S400 și S800 existente. S1600 și S3200 au fost adoptate de IEEE în august 2008. 

### FireWire  S6400
Pe 9 martie 2009, IEEE a lansat proiectul IEEE P1394d, cu o creștere a vitezei la 6,4 Gbit/s.